# Giardino Ducale Nicola e Luigi Sorricchio
El Jardín Ducal Nicola y Luigi Sorricchio (en italiano: Giardino Ducale Nicola e Luigi Sorricchio) es un jardín botánico e histórico ubicado en el centro de Atri, una ciudad en la provincia de Teramo, en la región de Abruzos, Italia. El sitio forma parte del complejo arquitectónico del Palazzo Sorricchio y se considera que tiene importancia histórica y arqueológica debido a su asociación con los períodos romano y ducal de Atri.

## Historia

### Orígenes romanos
Se cree que el área donde se encuentra actualmente el jardín formó parte del núcleo urbano original de la antigua Atri durante la época romana. Los hallazgos arqueológicos indican que estaba cerca de los baños romanos, de los cuales se conservan porciones debajo del actual Palazzo Ducale. Las interpretaciones históricas sugieren que también pudo haber existido un gimnasio cerca, lo que apunta al papel de la ubicación en la vida pública y cívica durante la era romana.

### Era ducal
Durante el período del gobierno ducal en Atri, el área del jardín experimentó una transformación significativa. Se asoció con la corte de los Duques de Atri, quienes, según los documentos, utilizaban el espacio para el entrenamiento de caballos relacionados con propósitos ceremoniales y posiblemente militares. Esta transición marcó un cambio en la función del jardín, pasando de un papel cívico a uno representativo y utilitario al servicio de la familia gobernante.

### Modificaciones renacentistas
A finales del período del Renacimiento, se cree que el espacio adoptó características propias de un jardín formal de estilo italiano. Esto incluía diseños de trazado geométrico, elementos acuáticos ornamentales y estatuas, de acuerdo con los valores estéticos de la época. El jardín cumplía propósitos tanto recreativos como simbólicos, reflejando las normas sociales y los gustos de la aristocracia local.

### Adquisición por la familia Sorricchio
Tras el declive de la administración ducal, el jardín perdió su función cortesana original. Fue adquirido por Nicola Sorricchio, un historiador, quien lo integró con el adyacente Palazzo Sorricchio. La propiedad se convirtió más tarde en la residencia de Luigi Sorricchio, otro historiador y descendiente de Nicola. Él documentó el jardín en su publicación Hatria = Atri: contributo archeologico e storico, lo que contribuyó a la preservación del registro histórico del sitio.

## Uso actual
A partir del siglo XXI, el jardín es propiedad de Hadrianum S.r.l., una empresa privada. El sitio ha sido abierto al público y ocasionalmente se utiliza para iniciativas culturales destinadas a promover el patrimonio histórico y artístico de Atri. Estos esfuerzos forman parte de los programas locales de preservación y divulgación educativa en curso.